# Симаксис
Сима̀ксис (на италиански: Simaxis; на сардински: Simaghis, Симагис) е малко градче и община в Южна Италия, провинция Ористано, автономен регион и остров Сардиния. Разположено е на 7 m надморска височина. Населението на общината е 2286 души (към 2010 г.).